# Алекс Лопес (футболіст, 1997)
Алекс Лопес (ісп. Álex López, нар. 2 червня 1997, Тарраса) — іспанський футболіст, півзахисник клубу «Мірандес».

## Ігрова кар'єра
Народився 2 червня 1997 року в місті Тарраса. Вихованець футбольної школи клубу «Еспаньйол». У дорослому футболі дебютував 2014 року виступами за другу команду цього клубу, в якій провів чотири сезони.
2018 року був включений до заявки головної команди «Еспаньйол», проте за рік був відданий в оренду до «Луго», після чого повернувся до барскелонської команди.